# Regiões da Noruega

Mapa geopolítico da Noruega, exibindo suas 11 divisões subnacionais de primeira ordem ("condados")

A Noruega é comumente dividida em cinco grandes regiões geográficas. Essas regiões são apenas divisões geográficas e não possuem finalidade administrativa. No entanto, em 2017, o governo decidiu abolir os atuais condados da Noruega para unificá-los em regiões administrativas maiores. A primeira destas novas áreas surgiu a 1ª de janeiro de 2018, quando os condados de Nord-Trøndelag e Sør-Trøndelag foram fundidos formando a região de Trøndelag.

## Regiões
De acordo com a maioria das definições, os condados da Noruega estão divididos nas seguintes cinco regiões:
- Noruega Setentrional (em norueguês: Nord-Norge ou Nord-Noreg)
  - Troms og Finnmark
  - Nordland
- Noruega Meridional (em norueguês: Sørlandet ou Agder)
  - Agder
- Noruega Ocidental (em norueguês: Vestlandet, Vest-Norge ou Vest-Noreg)
  - Møre og Romsdal
  - Vestland
  - Rogaland
- Noruega Oriental (em norueguês: Østlandet ou Austlandet)
  - Vestfold og Telemark
  - Viken
  - Innlandet
  - Oslo
- Trøndelag
  - Trøndelag

Tais divisões são resultantes de uma convenção baseada em razões geográficas e linguísticas. Do ponto de vista administrativo as subdivisões vigentes eram consideradas como condados..

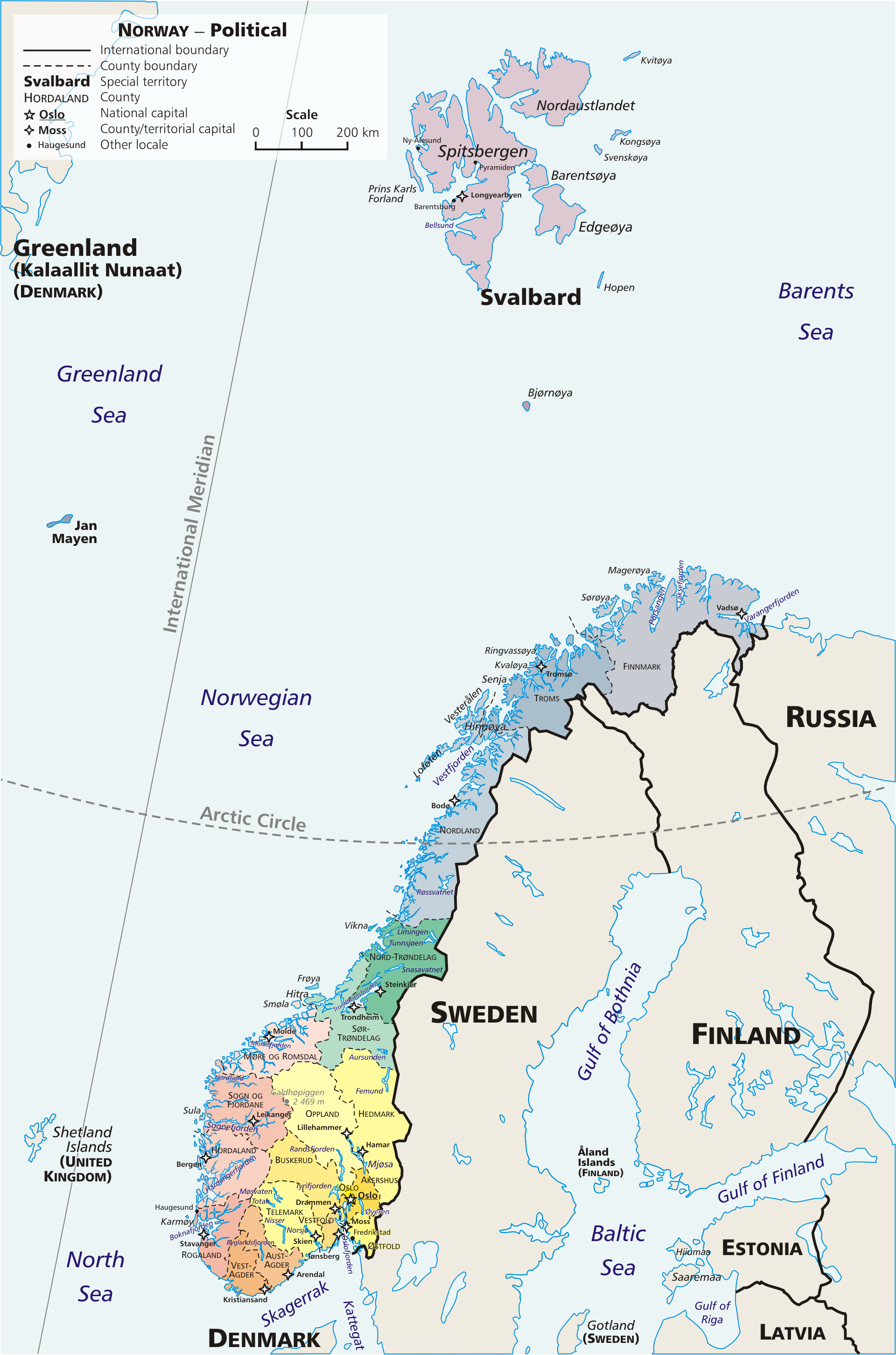
Mapa geopolítico da Noruega, que mostra as suas 19 divisões administrativas de primeira ordem (fylker ou províncias) com Svalbard e Jan Mayen. Cada região está colorida de forma distinta das restantes